# Убрус (головной убор)

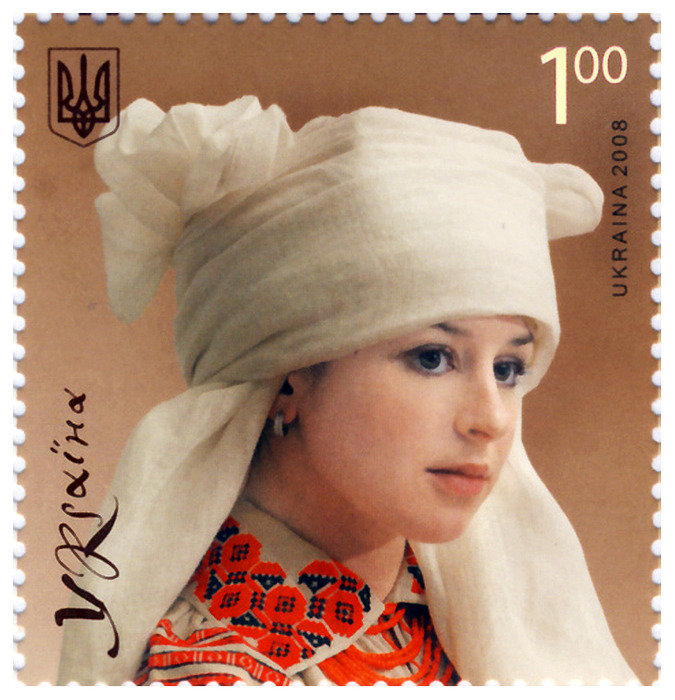
Традиционный женский головной убор Ровненской области, Украина

Убру́с (намётка, шири́нка) — старинный традиционный восточнославянский и польский головной убор девушек и замужних женщин, относящийся к типу полотенчатых головных уборов. Как правило белого цвета, из тонкого полотна домашнего тканья, иногда украшенного вышивкой. Его носили женщины в Белоруссии, Литве, Польше, южных областях России и на Украине. Полотенчатый убор считается наиболее архаичным.

## Другие названия
Намётка намитка, полотенце, ширинка, подширье, фата, гомылька, накид, накидка, плат, платок; фата; ширинка, полотнище, полотенце; бел. убрус, намётка, обмётка, наме́тка, на́метка, на́мітка, на́мятка; укр. перемітка, намітка, намітец, серпанок, рантух, склендячка, обрус, убрус, плат, пінка, півка, завійка, рубець, ширінка, пелена, оковит, рубова хустка; полес. старовіцька хустка, серпанок, на́мітка; пол. śerpanek, rantuch, namiotka, namietka.

## Этимология
Убрус — др.-рус. убрусъ «полотенце», ст.‑слав. оуброусъ, болг. убрус «платок, полотенце», сербохорв. у̀брус, словен. ubrȗs, чеш. ubrus, словац. и пол. obrus. Первоначальное значение — «утирка». Образовано с помощью -ъ от несохранившегося убрусити — «обтесать». Глагол брусити образован с помощью суффикса -ити от той же основы, что и брусъ. Та же основа, но с перегласовкой выступает в ст.‑слав. брысати — «убирать».
Ширинка от слова ширина. Первичное значение — «кусок холста, отрезанный по ширине ткани», «полотнище во всю ширину», затем — «вставной лоскут, прошва». Устаревшие значения слова ширинка в русском языке — полотенце (рушник), а также «широта, обилие».
Намётка от намет «укрытие, навес, шатер». В праславянском языке *namеtъka/*namеtъkъ означало «накидка, покрывало» — производное образование от *nametati «накидать».
Фата от др.-рус. «фата» — «покрывало на голову», «повязка на бёдрах». Является заимствованием из турецкого посредством арабского языка. В древнерусском языке XV—XVI веков «фота» — кусок ткани или покрывало.
Cерпанок. Укр. серпанок и пол. śerpanek являются заимствованием из турецкого языка; в свою очередь тур. serpenek происходит от перс. särpänäk‎ «женское главное украшение», которое имеет в своем составе элемент sär «голова».

## Описание

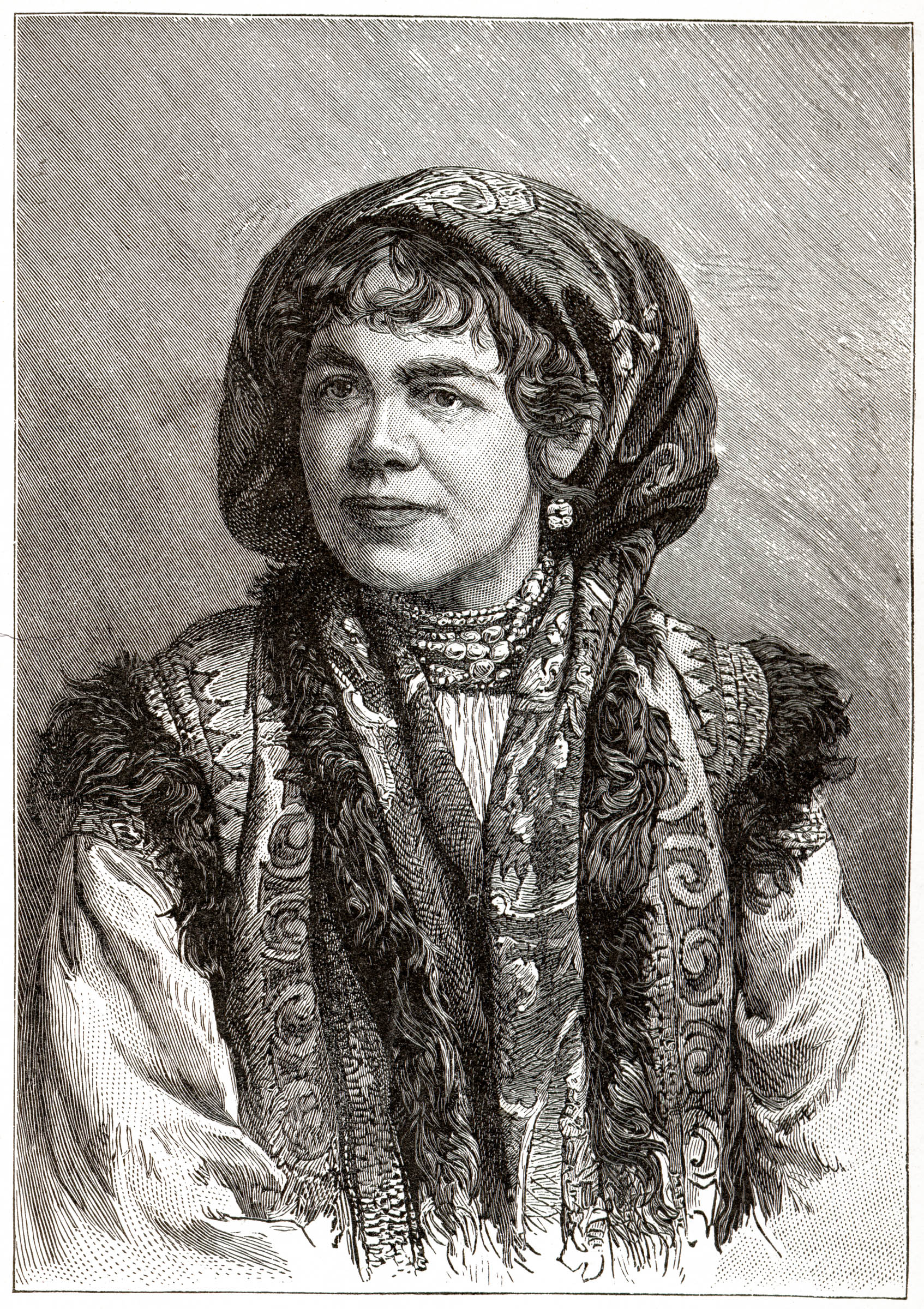
Гуцулка из восточных Карпат. 1900 г.

Представляет собой полосу из очень тонкого белого кужельного льняного полотна. Нити утка не прибивались плотно друг другу, поэтому готовое полотно напоминало марлю. Полотна шириной 30—70 сантиметров и длиной от трёх до пяти метров. В полотенчатом уборе украшением выступают кисти и бахромы на концах и краях полотнищ или с тканными на концах узорами (см. Закладное ткачество). Начельная часть выделяется драгоценной вышивкой. Убрус у знатных женщин мог быть шёлковый.
Укладывался вокруг головы поверх подубрусника — мягкой шапочки, закрывавшей волосы, — и завязывался под подбородком, закалывался булавками или его концы свободно опускали на плечи. Убрус могли придерживать на голове обручем. Поверх убруса иногда надевали меховую шапку. Первые сведения о ширинках относятся к XVI веку. Более известен в XVII—XVIII веках в Европейской России и в Сибири. До XVIII века они употреблялись и в боярском, и даже в царском быту. В XIX — начале XX века почти не встречался. Бархатные убрусы хранились в сундуках украинских крестьян вплоть до начала XX века.
Более короткие убрусы (ширинки) делали в виде полотнище однотонного белого или белого в красную полоску холста шириной 30—70 см, длиной от 50—80 см, с тканными на концах узорами (см. Закладное ткачество). Девушки носили такую ширинку как платок, согнув её по диагонали и завязав два конца на затылке под третьим концом.
Преемником убруса стали повойник и платок.
В Русской православной церкви убрусом также называли «низаный очельник под венцом, на образах угодниц или вообще не кованый иконный оклад».
Описание убруса, сделанное Павлом Мельниковым-Печерским в 1881 году:

Убрус — головной убор замужних женщин, из шелковой ткани, большею частью — тафты; концы убруса (застенки), висевшие по сторонам головы, вышивались золотом и бывали унизаны жемчугами и маленькими дробницами (золотые дощечки).
Убрус представляет собой прямоугольное полотнище 2 метра в длину и 40—50 см в ширину. Материал зависел от благосостояния владелицы. Наиболее распространённый вариант — украшенное вышивкой или каймой льняное полотно или другая плотная ткань. Знатные женщины носили убрус из белого или красного атласного полотна и парчи. Часто поверх него надевалась маленькая шапочка с декором из ткани и меха.
Изначально убрус носили и в будни, и в праздники, но после из-за достаточно большой сложности завязывания он стал нарядом для особого случая: праздника, ярмарки, какого-либо обряда, например, свадьбы, его также надевали в церковь. Убрусы украшались сложной вышивкой, часто с символическими традиционными узорами. Вышивка располагалась по краю и на концах намитки. Использовались также коклюшные кружева и узорное ткачество.
Плотно прилегающий платок, открывающий только лицевую часть головы — преемник убруса. Богемно закинутый назад шарф также имеет черты сходства с этим головным убором. Платок с пестрым оформлением концов или углов также является убрусом в современном прочтении.

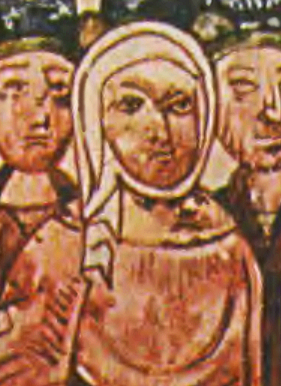
Убор супруги Святослава на миниатюре к Изборнику Святослава 1073 г.
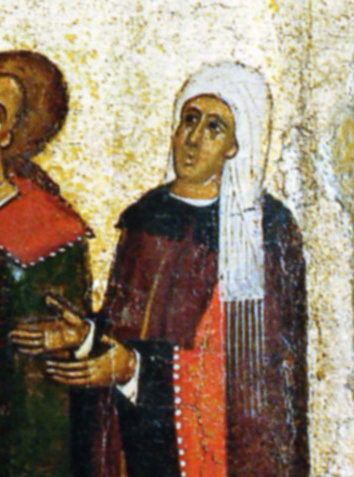
Убрус. Фрагмент иконы «Деисус и молящиеся новгородцы». XV век
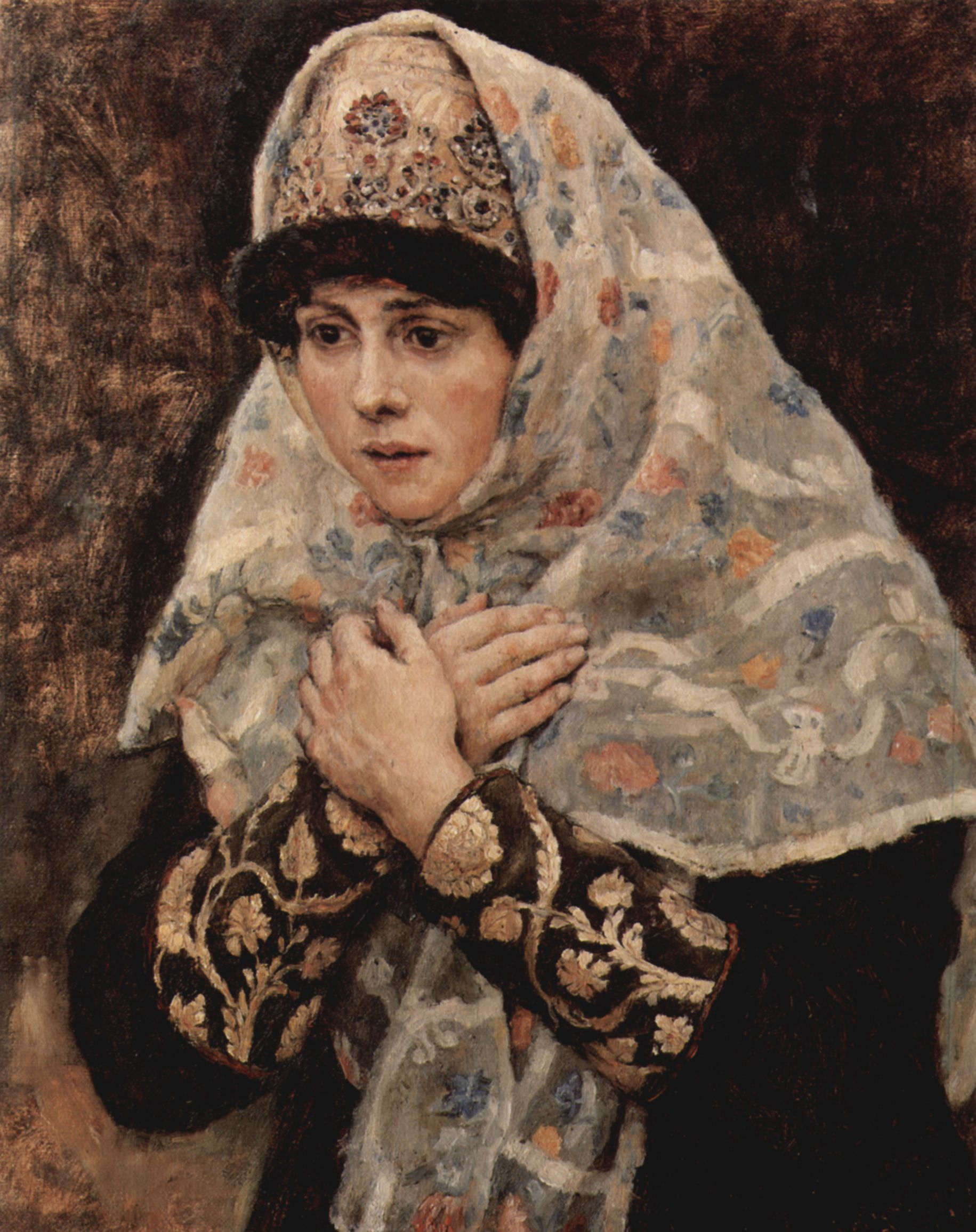
В. Суриков, этюд к картине «Боярыня Морозова». ГТГ
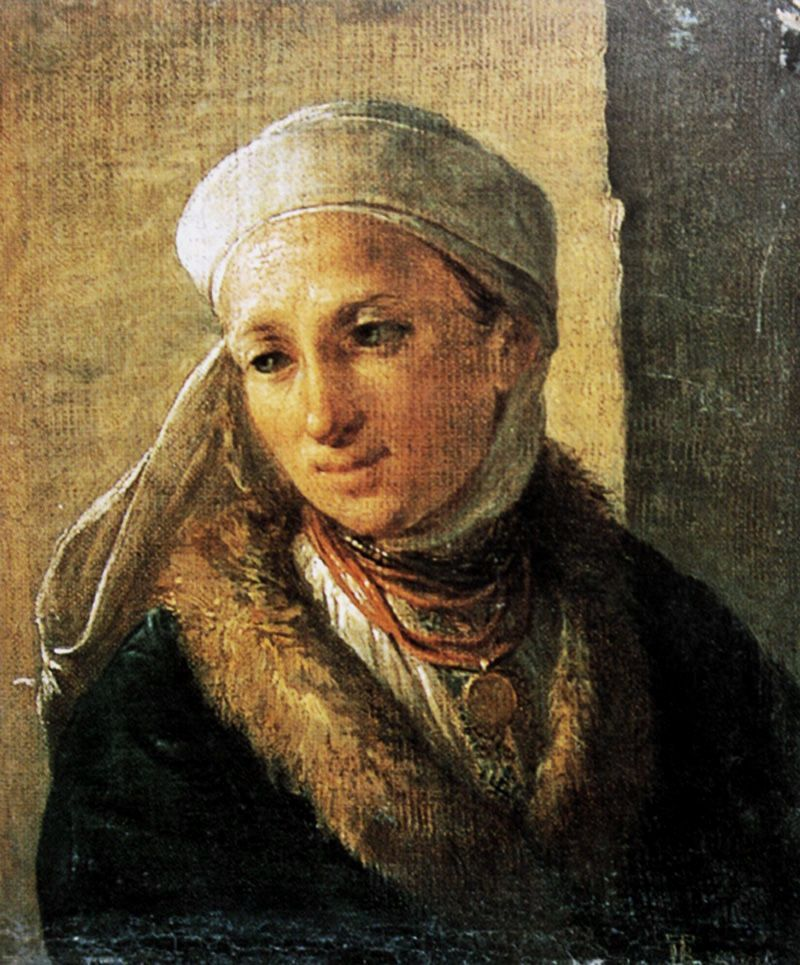
В. А. Тропинин. «Украинка в намётке», 1820
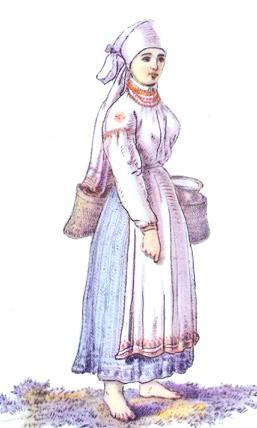
Крестьянка в ширинке. Галиция, начало XIX века
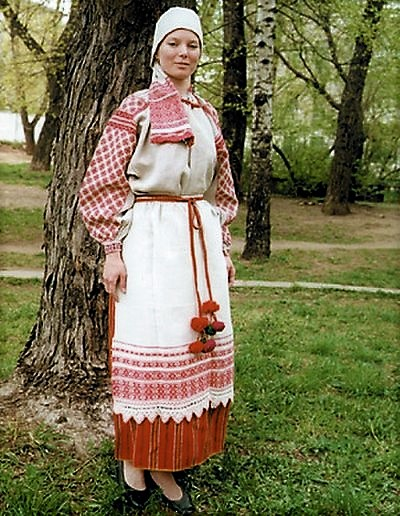
Беларуска в национальном наряде
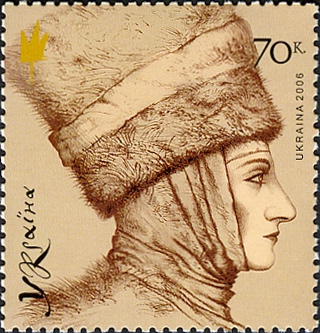
Серия  «Традиционные головные уборы украинских женщин: Убрус и меховая шапка (Киевская Русь, XI—XIV век)» (Укрпочта, 2006).
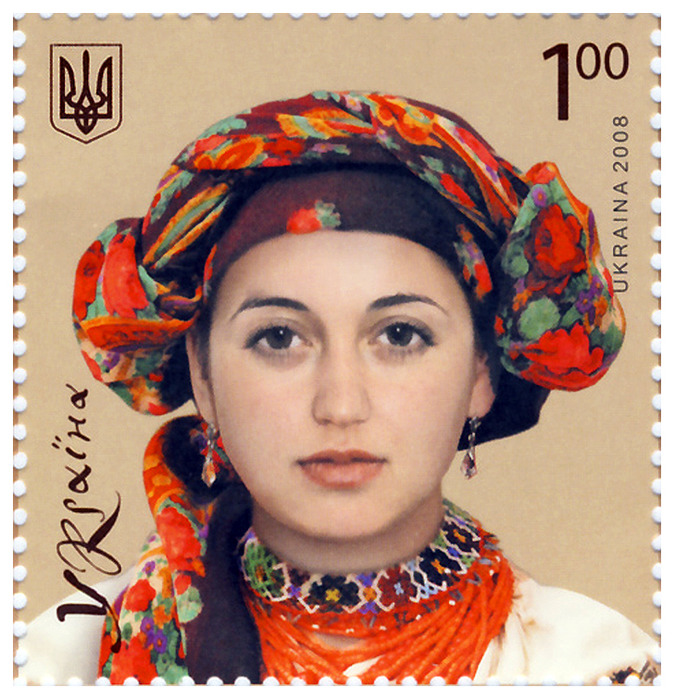
Традиционный женский головной убор гуцулов, Украина
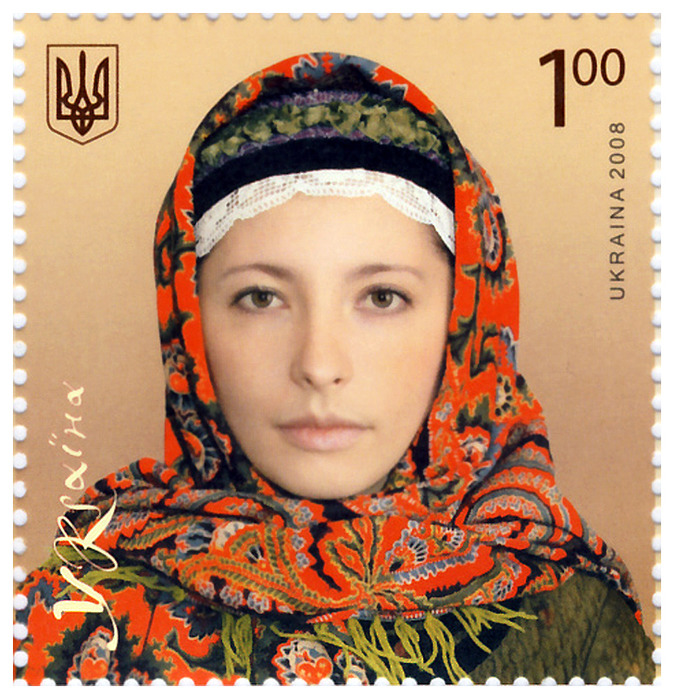
Традиционный женский головной убор Львовской области, Украина
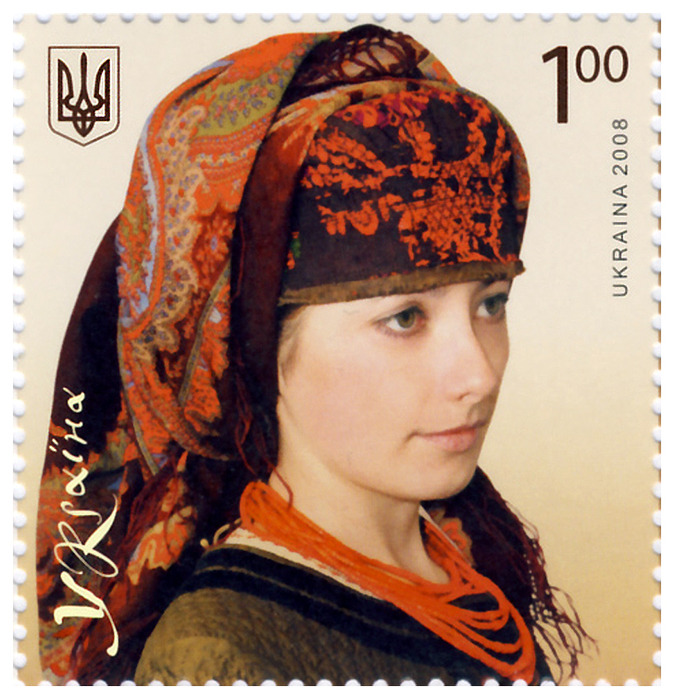
Традиционный женский головной убор Черкасской области, Украина
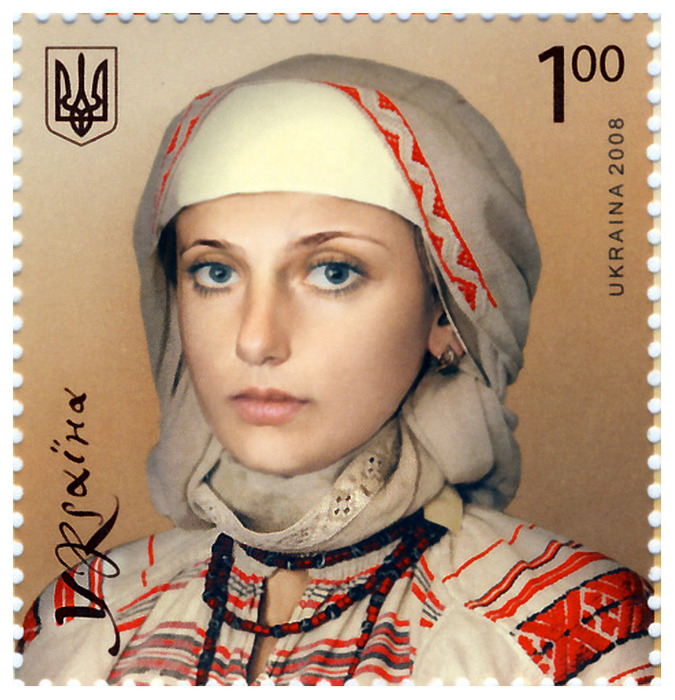
Традиционный женский головной убор Ровненской области, Украина
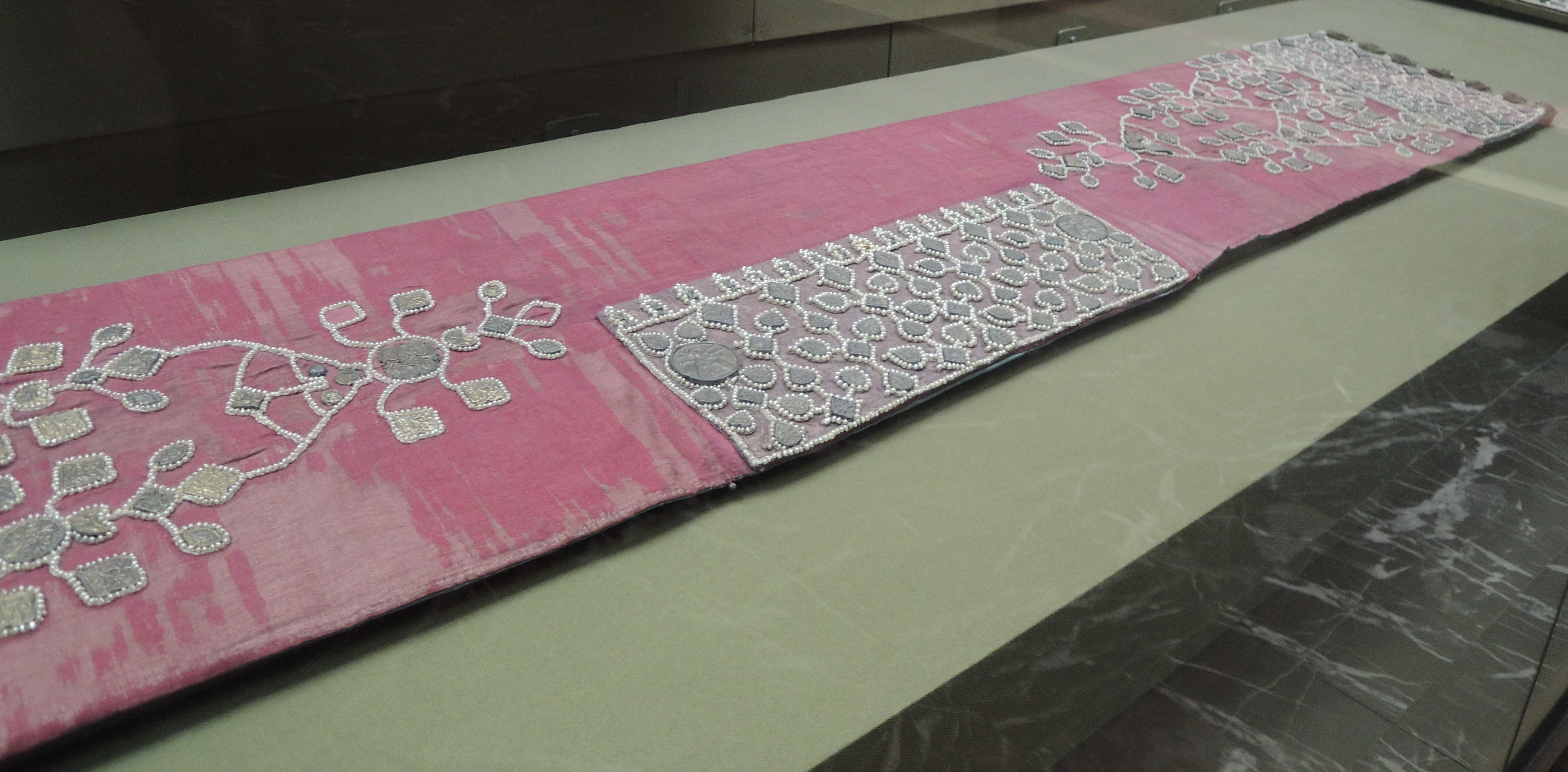
Убрус царицы. Середина XVI века, шёлк, жемчуг, шитьё; серебро, тиснение. ГТГ
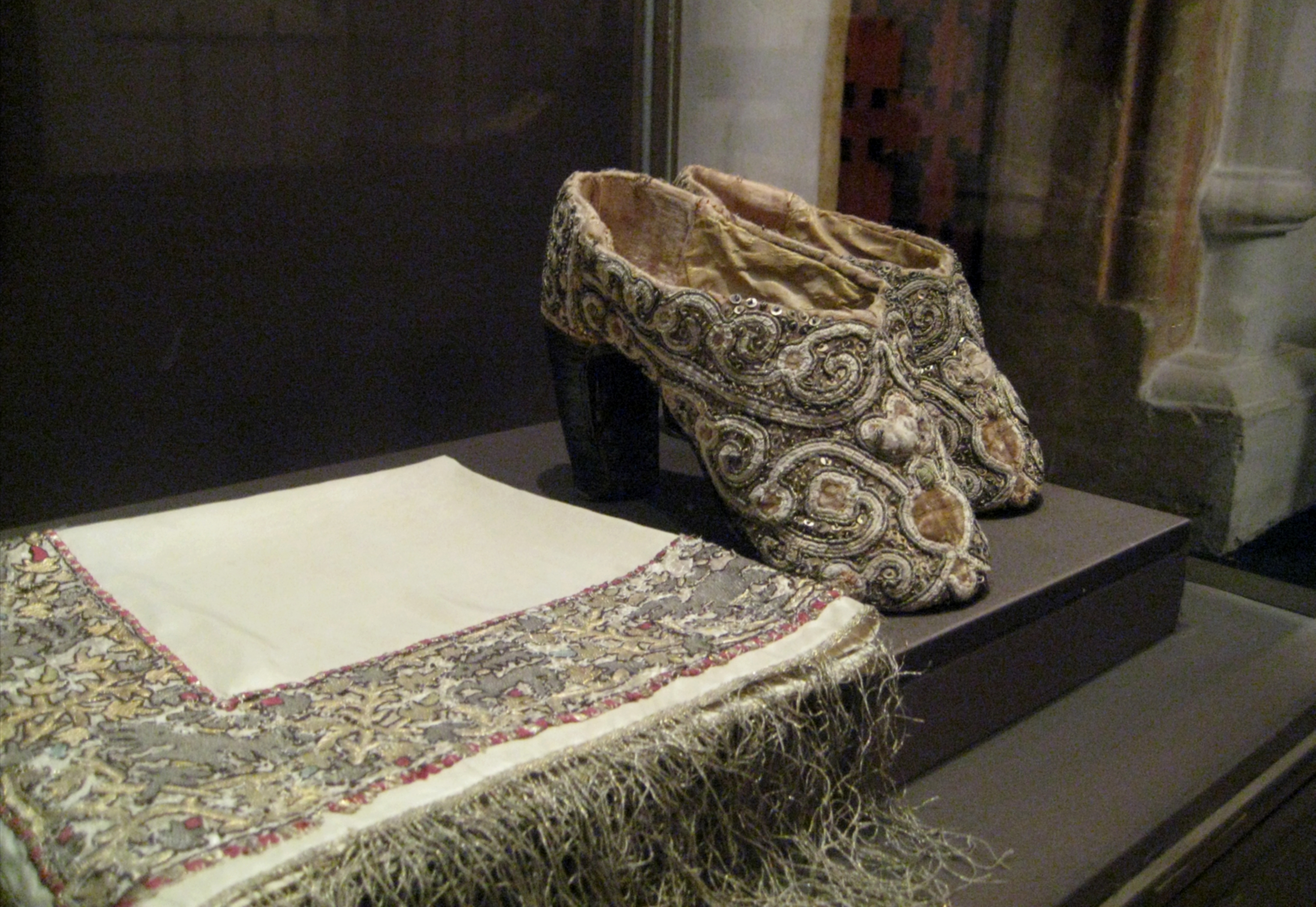
Ширинка царицы из тафты (на переднем плане). XVII век. Музеи Московского Кремля
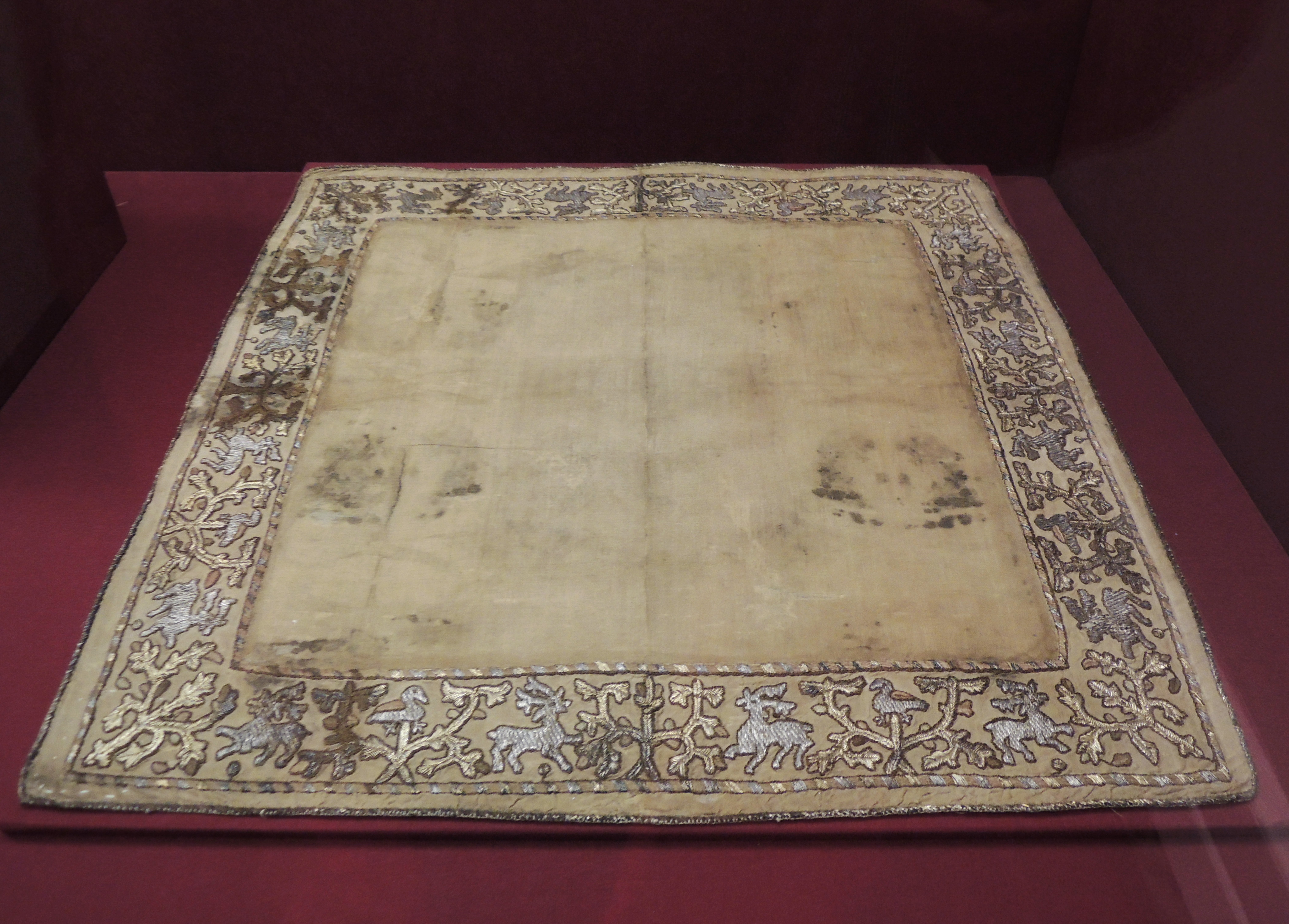
Ширинка XVII века из итальянской тафты. Музеи Московского Кремля

## Завязывание
Полотнище ткани складывалось в виде полосы в 15—17 см шириной и три раза обматывалось вокруг головы. Концы намётки закладывались по сторонам таким образом, чтобы бахрома свисала на виски и уши, или завязывались на затылке, спускаясь на плечи. Позже убрус стал треугольной формы. Его концы скалывались под подбородком и завязывались небольшим узлом на верхней части головы, то есть «головкой». Под подбородком его стали носить в начале XIX века. Эта традиция пришла из Германии. Также встречались варианты повязывания на темени.
В зависимости от местности существовало большое количество различных способов завязывания намиток. Под намитку женщины надевали чепец, который мог быть соткан из грубых ниток домашнего прядения, а мог быть сшит из покупного полотна и украшен золотой вышивкой в зависимости от достатка семьи.
Иногда на голову клали вырезанную из дерева подложку для того, чтобы форма намитки была более выразительной и красивой. В качестве подложки могли использовать также валик из кудели, обшитый полотном, на который накручивали волосы или подвачка — обруч из лозы или ясеня шириной в ладонь и размером в обхват головы.
Полотнище обматывали вокруг головы, спуская концы на плечи и спину. Намитка закрывала лоб и шею, привлекая внимание к глазам и придавая им особое сияние, поэтому даже немолодые женщины выглядели более красивыми. Свисающие концы намитки подчёркивали осанку.
Также девушки могли носить ширинку как платок, согнув её по диагонали и завязав два конца на затылке под третьим концом.

## Обрядовое значение
Чаще всего женщина впервые надевала намитку на собственной свадьбе. Свадебная намитка хранилась всю жизнь и укладывалась в гроб женщины.
В 1526 году С. Герберштейн в «Записках о московитских делах» при описании обряда венчания на царство указал, что барма и княжеская шапка на аналое были прикрыты «шёлковым покровом, который они называют ширинкою».